# Ween
I Ween sono un gruppo rock sperimentale statunitense formatosi a New Hope (Pennsylvania) nel 1984.

## Storia degli Ween
I membri principali sono Aaron Freeman e Mickey Melchiondo, noti anche con lo pseudonimo di Gene e Dean Ween.
Freeman e Melchiondo si incontrarono per la prima volta nel 1984 a New Hope, dove formarono subito il gruppo. Avevano quattordici anni. Dopo una serie di alcuni demo home-made, il gruppo pubblica il suo primo album "GodWeenSatan: The Oneness" nel 1990.
La band è nota per il suo eclettismo, il suo stile postmoderno ed ironico.
Dopo 22 anni di carriera ininterrotta, il gruppo si è sciolto nel 2012, per poi annunciare una riunione nel novembre 2015 e una nuova serie di date a partire da febbraio del 2016.

## Membri attuali
- Gene Ween (Aaron Freeman) – voce solista, chitarra, vari strumenti (1984–2012, 2015–presente)
- Dean Ween (Mickey Melchiondo) – chitarra solista, voce, vari strumenti (1984–2012, 2015–presente)
- Claude Coleman, Jr. – batteria (1994–2012, 2015–presente)
- Glenn McClelland – tastiere (1994–2012, 2015–presente)
- Dave Dreiwitz – basso (1997–2012, 2015–presente)

### Ex membri
- Andrew Weiss – basso (1989–1995)

## Discografia

### Album in studio
- GodWeenSatan: The Oneness (1990)
- The Pod (1991)
- Pure Guava (1992)
- Chocolate and Cheese (1994)
- 12 Golden Country Greats (1996)
- The Mollusk (1997)
- White Pepper (2000)
- Quebec (2003)
- La Cucaracha (2007)

### Compilation di inediti
- Craters of the Sac (1999)
- Shinola, Vol. 1 (2005)

### Album dal vivo
- Paintin' the Town Brown: Ween Live 1990–1998 (1999)
- Live in Toronto Canada (registrato nel 1996, pubblicato nel 2001)
- Live at Stubb's 7/2000 (2002)
- All Request Live (2003)
- Live in Chicago (2004)
- At The Cat's Cradle, 1992 (2008)
- GodWeenSatan Live (2016)

### Video
- Live in Chicago (2004)

### Demo
- Mrs. Slack (1985)
- The Crucial Squeegie Lip (1986)
- Axis: Bold as Boognish (1987)
- Erica Peterson's Flaming Crib Death (1987)
- The Live Brain Wedgie/WAD (1988)